# Jogos do Pacífico Sul de 2007
Os Jogos do Pacífico de 2007 ocorreram em Apia, Samoa, entre 25 de agosto e 8 de setembro de 2007.
Os Jogos foram a décima-terceira edição dos Jogos do Pacífico, a ser realizada desde o evento inaugural, em 1963, e incluiu disciplinas tradicionais a outros eventos multiesportivo, tais como o atletismo e a natação, juntamente com eventos menores e tradicionais na região, como canoa polinésia, surf e lawn bowls. O principal palco para os Jogos foi Apia Park, com outros eventos ocorrendo no Complexo Esportivo Faleata e em outros locais por toda Samoa.
Em comparação com os Jogos Olímpicos, que são esperados para gerar renda para o país anfitrião, de 2007 dos Jogos do Pacífico foram esperados deixar US$92 milhões em dívida para Samoa, predominantemente como resultado de despesas em grande escala de projetos de infraestrutura, como pontes e estradas.

## Desporto
- Archery
- Athletics
- Badminton
- Baseball
- Basketball
- Beach Volleyball
- Bodybuilding
- Cricket
- Football
- Golf
- Hockey
- Judo
- Lawn Bowls
- Netball
- Powerlifting
- Rugby league nines
- Rugby sevens
- Sailing
- Shooting
- Softball
- Squash
- Surfing
- Swimming
- Table tennis
- Taekwondo
- Tennis
- Touch Rugby
- Triathlon
- Va'a
- Volleyball
- Weightlifting
- Wrestling

## Cerimônia de abertura
A cerimónia de abertura teve lugar em 25 de agosto de 2007, no Apia Park Stadium e foi realizado em um tradicional estilo Samoano e Pacífico, acolheu cerca de 5.000 atletas de 22 países e territórios.
A cerimônia contou com a presença de Tuilaepa Aiono Sailele Malielegaoi, o Primeiro-Ministro de Samoa (que também competiu nos Jogos) e Tuiatua Tupua Tamasese Efi, o Chefe de Estado. Coreografado pelo bailarino samoano contemporâneo Alan Aiolupotea, a cerimônia contou com a dança que retrata as "lendas místicas", património de Samoa (tais como as histórias de Sina e a Enguia e Nafanua), o dançarino de fogo da Aldeia Siumu realizou um siva afi (ou dança do pau de fogo) acompanhado por uma canção samoana representando o fluxo de lava seguinte às erupções de 1905 perto de savai'i.
Rosita Vai cantou um acompanhamento para o acendimento da tocha, que foi acesa por Ofisa Ofisa, um levantador de peso samoano.
Depois de um dia de descanso no domingo, os eventos esportivos dos Jogos começaram na segunda-feira, 27 de agosto.

## Cerimônia de encerramento
A cerimônia de encerramento dos Jogos novamente teve lugar em Apia Park. Cerca de 20.000 espectadores assistiram a uma queima de fogos de artifício de doze minutos que encerrou a festa com um fim diante de centenas de balões que foram lançados nas cores da bandeira dos Jogos, juntamente com a descida da bandeira e a extinção da chama.
A bandeira foi então passada para pessoas da Nova Caledônia, apoiadas por um grupo cultural Canaco, para celebrar os jogos seguintes, de 2011, em Noumea.

## Locais
Uma quantidade significativa das despesas dos jogos foi gasto na construção de novas instalações e a atualização das já existentes. A maioria das novas instalações foram vistos na Complexo Desportivo do Tuana'imato. No entanto, muitos samoanos temiam que o tamanho da construção do complexo e outros locais de eventos poderia levar os locais a tornarem-se elefantes brancos após os Jogos.
- Aganoa Beach - Surfe
- Complexo Desportivo Apia Park

Ginásio de Tênis de Mesa e Badminton
Estádio de Atletismo, Rugby e Futebol de Toque
Quadras de Netball - Netball
Quadras de Ténis - Ténis
- Fagalii - Campo De Golfe Royal Samoa
- Faleata Complexo Desportivo

Centro Aquático de Samoa - Natação
Campo De Tiro Com Arco - Tiro com arco

Campo de Beisebol - Baseball
Quadras de Vôlei de Praia - Vôlei de Praia
Estádio Toleafoa S. Blatter - Futebol
Cricket ovais - Críquete
Ginásio 1 - Boxe, Levantamento de Peso, Fisiculturismo
Ginásio 2 - Squash e Basquete
Campos de Hóquei - Hóquei

Centro de Desportos - Judô, Taekwondo, Levantamento de Peso, Luta
Centro de Lawn Bowls - Lawn Bowls
Campos de Squash - Squash
- Samoa Turf Club - Softball
- Estádio Marista - Rugby League
- Mulifanua Water Sports - Canoa Polinésia, Vela
- Curso de triatlo - Triatlo
- Campo de Tiro Tafaigata - Tiro
- Ginásio da Universidade Nacional de Samoa - Voleibol de Quadra

## Quadro de medalhas
Nova Caledônia, liderou a medalha de contagem.
| Ordem | País                            | Medalha de ouro | Medalha de prata | Medalha de bronze | Total |
| ----- | ------------------------------- | --------------- | ---------------- | ----------------- | ----- |
| 1     | Nova Caledónia                  | 90              | 69               | 68                | 227   |
| 2     | Tahiti                          | 44              | 43               | 31                | 118   |
| 3     | Samoa                           | 43              | 33               | 50                | 126   |
| 4     | Fiji                            | 39              | 54               | 43                | 136   |
| 5     | Papua-Nova Guiné                | 38              | 24               | 32                | 94    |
| 6     | Nauru                           | 15              | 9                | 12                | 36    |
| 7     | Palau                           | 9               | 4                | 3                 | 16    |
| 8     | Estados Federados da Micronésia | 6               | 6                | 1                 | 13    |
| 9     | Ilhas Cook                      | 5               | 9                | 8                 | 22    |
| 10    | Tonga                           | 3               | 14               | 10                | 27    |
| 11    | Samoa Americana                 | 3               | 8                | 11                | 22    |
| 12    | Tokelau                         | 3               | 1                | 1                 | 5     |
| 13    | Wallis and Futuna               | 3               | 0                | 1                 | 4     |
| 14    | Vanuatu                         | 2               | 1                | 9                 | 12    |
| 15    | Ilhas Salomão                   | 1               | 12               | 14                | 27    |
| 16    | Guam                            | 1               | 2                | 7                 | 10    |
| 17    | Kiribati                        | 0               | 4                | 2                 | 6     |
| 18    | Ilhas Marshall                  | 0               | 1                | 1                 | 2     |
| 18    | Tuvalu                          | 0               | 1                | 1                 | 2     |
| 18    | Niue                            | 0               | 1                | 1                 | 2     |
| 21    | Ilha Norfolk                    | 0               | 1                | 0                 | 1     |
| 22    | Ilhas Marianas do Norte         | 0               | 0                | 0                 | 0     |